# 佐藤雄三
佐藤 雄三（さとう ゆうぞう、1960年2月19日 - ）は、日本の男性アニメーション演出家、アニメーション監督、作画監督。広島県福山市出身。

## 来歴・人物
サンリオ、スタジオぎゃろっぷ（現：ぎゃろっぷ）等を経て、マッドハウスに入社。代表作に『YAWARA!』、『MONSTER』、『闘牌伝説アカギ 〜闇に舞い降りた天才〜』、『逆境無頼カイジ』シリーズなどがある。
同業者のサトウユーゾーは別人。

## 参加作品

### テレビアニメ
1981年
- Dr.スランプ アラレちゃん（原画）

1982年
- あさりちゃん（原画）
- 戦闘メカ ザブングル（原画）

1983年
- 子鹿物語（原画）

1984年
- 名探偵ホームズ（1984年 - 1985年、原画）

1985年
- ダーティペア（作画監督・ゲストキャラクターデザイン）

1989年
- ジャングル大帝（作画監督）
- YAWARA!（作画監督）

1992年
- 姫ちゃんのリボン（絵コンテ）

1994年
- メタルファイター・MIKU（原画）

1998年
- カードキャプターさくら（1998年 - 2000年、絵コンテ・原画）
- LEGEND OF BASARA（絵コンテ）
- 頭文字D（絵コンテ）

1999年
- メダロット（絵コンテ）
- アレクサンダー戦記（レイアウト総監督・アニメーションキャラクター）
- 週刊ストーリーランド（第11回Bパート「3つの願い」キャラクター・作画監督）

2000年
- ブギーポップは笑わない Boogiepop Phantom（絵コンテ・演出）
- サクラ大戦TV（絵コンテ・演出・作画監督）
- ニャニがニャンだーニャンダーかめん（2000年 - 2001年、絵コンテ）
- はじめの一歩（2000年 - 2002年、絵コンテ・演出・原画）

2001年
- あぃまぃみぃ!ストロベリー・エッグ（絵コンテ）
- こみっくパーティー（絵コンテ）
- ナジカ電撃作戦（絵コンテ）
- ポケットモンスタークリスタル ライコウ雷の伝説（原画・OPアニメーション）
- X -エックス-（2001年 - 2002年、絵コンテ）

2002年
- ぴたテン（監督（川瀬敏文と共同）・絵コンテ・演出）
- ドラゴンドライブ（2002年 - 2003年、絵コンテ）

2003年
- 成恵の世界（絵コンテ）
- ストラトス・フォー（絵コンテ）
- はじめの一歩 Champion Road（原画）
- TEXHNOLYZE（絵コンテ・原画）
- ガングレイヴ（絵コンテ）

2004年
- ごくせん（監督・絵コンテ・演出）
- A15シリーズ（変身3部作）
  - 超変身コス∞プレイヤー（絵コンテ）
  - LOVE♥LOVE?（絵コンテ）

- レジェンズ 甦る竜王伝説（絵コンテ）
- MONSTER（2004年 - 2005年、絵コンテ・演出・原画）
- 双恋（絵コンテ）
- ローゼンメイデン（原画）
- みんなのうた「月のワルツ」（作画）

2005年
- いちご100%（OP原画）
- 闘牌伝説アカギ 〜闇に舞い降りた天才〜（2005年 - 2006年、監督・絵コンテ・演出）

2006年
- いぬかみっ!（絵コンテ）
- ケモノヅメ（原画）
- 牙 -KIBA-（絵コンテ）
- NANA（第2期OP原画）
- 奏光のストレイン（OP絵コンテ）

2007年
- DEATH NOTE（絵コンテ）
- CLAYMORE（絵コンテ監修・OP絵コンテ・演出・作画）
- ロケットガール（絵コンテ）
- セイント・ビースト 〜光陰叙事詩天使譚〜（原画）
- ルパン三世 霧のエリューシヴ（絵コンテ）
- 逆境無頼カイジ（2007年 - 2008年、監督・絵コンテ・演出）

2008年
- クリスタル ブレイズ（絵コンテ）
- 狂乱家族日記（絵コンテ）
- ONE OUTS -ワンナウツ-（2008年 - 2009年、監督・絵コンテ・演出・アクション作画監督（ノンテロップ））

2009年
- ジュエルペット（原画）

2010年
- こばと。（絵コンテ・演出）
- アイアンマン（監督・絵コンテ）

2011年
- 逆境無頼カイジ 破戒録篇（監督）

2012年
- HUNTER×HUNTER（第2作）（絵コンテ）
- 戦国コレクション（絵コンテ）
- キングダム（絵コンテ）

2013年
- BROTHERS CONFLICT（絵コンテ）
- ふたりはミルキィホームズ（絵コンテ）
- ダイヤのA（2013年 - 2015年、絵コンテ、絵コンテ監修、第3期OP絵コンテ・演出）

2014年
- 魔法戦争（監督、絵コンテ、演出）
- フューチャーカード バディファイト（絵コンテ）
- 寄生獣 セイの格率（絵コンテ）
- 遊☆戯☆王ARC-V（絵コンテ）

2015年
- デス・パレード（絵コンテ）
- ダイヤのA -SECOND SEASON-（2015年 - 2016年、絵コンテ、絵コンテ監修、作画監督、第2期OP絵コンテ）
- フューチャーカード バディファイト100（絵コンテ）

2016年
- ジョーカー・ゲーム（絵コンテ）
- 甲鉄城のカバネリ（絵コンテ）
- D.Gray-man HALLOW（絵コンテ）

2017年
- ちるらん にぶんの壱（絵コンテ）
- マーベル フューチャー・アベンジャーズ（2017年 - 2018年、監督、絵コンテ、OP,ED絵コンテ・演出）

2018年
- 進撃の巨人Season3（絵コンテ）
- 中間管理録トネガワ（絵コンテ、監督補佐）

2019年
- Z/X Code reunion（絵コンテ）

2020年
- ARP Backstage Pass（絵コンテ）

2021年
- たとえばラストダンジョン前の村の少年が序盤の街で暮らすような物語（OP絵コンテ・演出）
- 名探偵コナン（絵コンテ）

2022年
- ハコヅメ〜交番女子の逆襲〜（監督、絵コンテ、OP・ED絵コンテ・演出）

2023年
- AIの遺電子（監督、絵コンテ、ED絵コンテ・演出）

2024年
- 戦国妖狐 世直し姉弟編（絵コンテ）
- ザ・ファブル（絵コンテ）
- 戦国妖狐 千魔混沌編（絵コンテ）
- トリリオンゲーム（2024年 - 2025年、監督、絵コンテ、OP絵コンテ・演出）
- ニンジャラ（2024年 - 2025年、絵コンテ）

### 劇場アニメ
1984年
- おしん（原画）

1985年
- 妖精フローレンス（原画）

1991年
- うる星やつら いつだってマイ・ダーリン（原画）

1992年
- YAWARA! それゆけ腰ぬけキッズ!!（原画）

1993年
- 獣兵衛忍風帖（原画）
- お星さまのレール（原画）

1994年
- かっ飛ばせ!ドリーマーズ -カープ誕生物語-（絵コンテ・作画監督）

1995年
- アンネの日記（作画監督補）

1996年
- X -エックス-（原画）

1998年
- ウルトラニャン2 ハッピー大作戦（原画）
- 劇場版ポケットモンスター ミュウツーの逆襲（原画）

1999年
- アキハバラ電脳組 2011年の夏休み（原画）
- こちら葛飾区亀有公園前派出所 THE MOVIE（絵コンテ）

2000年
- アレクサンダー戦記（レイアウト総作画監督・アニメーションキャラクター・演出）
- 劇場版カードキャプターさくら 封印されたカード（原画）
- ああっ女神さまっ（原画）

2002年
- WXIII 機動警察パトレイバー（原画）
- 劇場版ポケットモンスター 水の都の護神 ラティアスとラティオス（原画）
- パルムの樹（原画）

2003年
- 劇場版ポケットモンスター アドバンスジェネレーション 七夜の願い星 ジラーチ（原画）

2004年
- それいけ!アンパンマン 夢猫の国のニャニイ（原画）
- 劇場版 NARUTO -ナルト- 大活劇!雪姫忍法帖だってばよ!!（原画）

2005年
- 劇場版 NARUTO -ナルト- 大激突!幻の地底遺跡だってばよ（原画）

2006年
- 劇場版ポケットモンスター アドバンスジェネレーション ポケモンレンジャーと蒼海の王子 マナフィ（原画）
- 劇場版 NARUTO -ナルト- 大興奮!みかづき島のアニマル騒動だってばよ（絵コンテ・原画）
- ブレイブ ストーリー（原画）

2007年
- 劇場版 NARUTO -ナルト- 疾風伝（原画）
- ピアノの森（絵コンテ）

2008年
- 劇場版 NARUTO -ナルト- 疾風伝 絆（原画）
- それいけ!アンパンマン 妖精リンリンのひみつ（原画）
- スカイ・クロラ The Sky Crawlers（原画）

2009年
- 劇場版ポケットモンスター ダイヤモンド&パール アルセウス 超克の時空へ（原画）
- それいけ!アンパンマン だだんだんとふたごの星（原画）

2010年
- それいけ!アンパンマン ブラックノーズと魔法の歌（原画）

2011年
- それいけ!アンパンマン すくえ! ココリンと奇跡の星（原画）

2012年
- 劇場版ポケットモンスター ベストウイッシュ キュレムVS聖剣士 ケルディオ（原画）

2013年
- 劇場版 HUNTER×HUNTER 緋色の幻影（監督・絵コンテ）
- 劇場版 HUNTER×HUNTER -The LAST MISSION-（絵コンテ）
- それいけ!アンパンマン とばせ! 希望のハンカチ (原画)
- 劇場版ポケットモンスター ベストウイッシュ 神速のゲノセクト ミュウツー覚醒（原画）

2014年
- THE LAST -NARUTO THE MOVIE-（原画）
- それいけ!アンパンマン りんごぼうやとみんなの願い（原画）

2015年
- BORUTO -NARUTO THE MOVIE-（絵コンテ）
- それいけ!アンパンマン ミージャと魔法のランプ（原画）

2018年
- 劇場版 はいからさんが通る 後編 ～花の東京大ロマン～（絵コンテ）

2021年
- それいけ!アンパンマン ふわふわフワリーと雲の国（原画）

### OVA
1987年
- バリバリ伝説（作画監督補佐）
- TO-Y（原画）
- マップス 伝説のさまよえる星人たち（原画）
- Good Morningアルテア（原画）

1988年
- 風を抜け!（原画）

1990年
- デビルマン 妖鳥死麗濡編（原画）
- 魔物ハンター妖子（原画）

1993年
- A-Girl（原画）
- お江戸はねむれない!（原画）
- 銃夢（原画）
- 人魚の傷（原画）

1994年
- 東京BABYLON2（原画）
- 魔物ハンター妖子5 光陰覇王の乱（キャラクターデザイン・作画監督）

1995年
- 紺碧の艦隊（原画）
- 神秘の世界エルハザード（原画）
- バイオ・ハンター（監督）

1996年
- それゆけ!宇宙戦艦ヤマモト・ヨーコ（原画）
- 鉄腕バーディー（原画）

1997年
- VAMPIRE HUNTER The Animated Series（作画監督）

2003年
- Di Gi Charat劇場 ぴよこにおまかせぴょ!（演出）

2004年
- 炎の蜃気楼〜みなぎわの反逆者〜（OP原画）

2005年
- 最終兵器彼女 Another love song（原画）

2007年
- CLAMP IN WONDERLAND2（原画）

2009年
- HELLSING VII（演出）

2010年
- ToHeart2 adnext（原画）

### Webアニメ
- ムーンライズ（2025年、絵コンテ）